# 京阪ホールディングス
京阪ホールディングス株式会社（けいはんホールディングス、英: Keihan Holdings Co.,Ltd.）は、大阪府大阪市中央区に本社を置き、京阪電気鉄道・京阪電鉄不動産・京阪流通システムズ・京阪百貨店・ホテル京阪等を傘下に有する統括する日本の持株会社。東証プライム上場。
本項では、京阪ホールディングス株式会社を中核とする「京阪グループ（けいはんグループ）」についても記述する。

## 概要
2016年4月1日の持株会社化に伴い、京阪電気鉄道株式会社から京阪ホールディングス株式会社に商号変更し、経営戦略、経営管理、グループCREなど戦略テーマ（資産保有）を担当することとなった。持株会社化は、会社分割によって現在の京阪電気鉄道株式会社（京阪電気鉄道分割準備株式会社として2015年設立、2016年4月1日に京阪電気鉄道株式会社に商号変更）に鉄道事業を、不動産販売事業を京阪電鉄不動産に継承させる手法でおこなわれた（沿革は京阪電気鉄道の歴史の項参照）。
なお、京阪ホールディングスは事業として不動産賃貸業を実施しているのに対して（すなわち純粋持株会社よりも事業持株会社に近い）、同業他社の近鉄グループホールディングスや阪急阪神ホールディングスは資産の大半を関係会社株式や貸付金が占めている純粋持株会社である点が異なる。

### 持株会社化に至る経過
2006年（平成18年）の会社創立100周年を機に発表した経営ビジョンで持株会社体制への移行が明らかにされた。このときには、京阪の開業100周年となる2010年に持株会社を設立する予定であった。
しかし、2010年5月11日に、世界同時不況による経済情勢の変化で流通事業などでの自立した運営が困難となっていること等を理由に設立を見送ると報じられた。京阪電気鉄道副社長（当時）の桜井謙次は「経営基盤の強化を図り、できるだけ早く持ち株会社に移行したい」とコメントした。
約5年が経過した2015年1月29日、経営基盤の強化と収支改善が進んだとして、取締役会で2016年4月1日を目処に持株会社への移行に向けて準備することを決議したと発表された。同年4月30日には持株会社移行後のグループの概要が発表された。

## 京阪ホールディングスの事業
京阪ホールディングスは、持株会社としてグループ会社に対する株式の保有や貸付を実施しているのに加えて、不動産賃貸業も実施している。
2024年3月末で、総資産5,830億円のうち、土地・建物を含む有形固定資産が2,500億円、関係会社株式が874億円、短期貸付金798億円、長期貸付金1,244億円である。2024年3月期の売上高333億円のうち、土地建物賃貸収入が223億円で67%を占める。
京阪グループにおいて不動産事業は、不動産賃貸業は当社と京阪建物（大阪マーチャンダイズ・マートビル）が中心であり、京阪電鉄不動産は不動産販売業（分譲業）が中心である。

### 主な所有物件
- 京阪ビルディング（天満橋駅、京阪シティモール） - 大阪市中央区
- 淀屋橋ステーションワン - 京阪御堂筋ビルの建替。中央日本土地建物と共同。
- ホテル京阪天満橋駅前 - 大阪市中央区
- KiKi京橋 - 大阪市都島区
- 京阪京橋駅ビル - 大阪市都島区
- 京阪百貨店ビル - 大阪府守口市
- 京阪西三荘スクエア - 大阪府守口市
- くずはモール - 大阪府枚方市
- 京阪淀ロジスティクスヤード - 京都市伏見区
- 久御山ショッピングタウン（イオンモール久御山） - 京都府久世郡久御山町
- ホテル京阪京都八条口 - 京都市南区
- THE THOUSAND KYOTO、京都センチュリーホテル - 京都市下京区
- GOOD NATURE STATION - 京都市下京区
- 琵琶湖ホテル - 滋賀県大津市
- 京阪名古屋栄南ビル - 名古屋市中区
- インテージ秋葉原ビル - 東京都千代田区
- 京阪大手町ビル - 東京都千代田区
- 虎ノ門ヒルズ ビジネスタワー（区分所有） - 東京都港区
- イースタンビル - 東京都港区
- 京阪横浜ビル - 横浜市中区
- 横浜エクセレントIII - 横浜市中区
- JCB札幌東ビル - 札幌市中央区

## 京阪グループ
京阪グループ（けいはんグループ）は、京阪ホールディングス（2016年3月までは京阪電気鉄道）を中核に、その子会社59社（うち連結対象会社42社）および関連会社7社（うち持分法適用会社2社）から構成されている企業グループ。
コーポレート・スローガンは「こころまち つくろう」。2008年4月15日、同年10月の中之島線開業に伴うVI（ビジュアルアイデンティティ）導入と同時に制定された。なお、それ以前のスローガンは「街をつなぐ 心をむすぶ KEIHAN GROUP」であった。
以下にグループ会社一覧を掲載。一社で複数の事業分野に展開している場合には、それぞれの事業分野で重複して掲載している。
なお、「京阪」という語は京都市と大阪市を合わせて指す語であるため、社名に「京阪」を含んでいても京阪グループとは無関係の企業が多数存在する。

### 持株会社
- 京阪ホールディングス - 旧・京阪電気鉄道が2016年4月1日に改称

### 運輸
- 京阪電気鉄道 - 2015年に「京阪電気鉄道分割準備会社」で設立。2016年4月1日に同社から改称し、旧・京阪電気鉄道（現持株会社）から鉄軌道事業を承継。
- 京福電気鉄道
- 叡山電鉄
- 比叡山鉄道
- 中之島高速鉄道
- 京阪ステーションマネジメント
- 京阪バス
- 江若交通
- 京都京阪バス
- 京阪京都交通
- 京都バス
- 京福バス
- ケービー・エンタープライズ
- 三国観光産業

### 不動産
- 京阪ホールディングス - 不動産賃貸業（固定資産保有）
- 京阪電鉄不動産 - 不動産分譲業等。2016年4月1日に旧・京阪電気鉄道（現持株会社）不動産販売事業を承継。
- 京阪建物 - 2015年5月29日に旧・京阪電気鉄道（現持株会社）が完全子会社化したのち、2016年4月1日株式会社大阪マーチャンダイズ・マートから社名変更。
- 京阪アセットマネジメント - 京阪プライベート・リート投資法人
- ゼロ・コーポレーション[15]
- 京阪カインド

### 流通
- 京阪百貨店
- 京阪ザ・ストア
- 京阪流通システムズ
- ビオ・マーケット[16]
- 京阪産業[注釈 4]

### レジャー・サービス
- ホテル京阪
  - ホテル京阪マネジメント（旧京阪アーバンシステムズ）
  - （清算済）京阪リゾートシステムズ
- 京阪ホテルズ&リゾーツ
  - （清算済）琵琶湖ホテルサービス
- カフェ
- 三国観光産業
- びわこフードサービス
- 琵琶湖汽船
- 大阪水上バス
- 京阪レジャーサービス
- 比叡山自動車道
- 樟葉パブリック・ゴルフ・コース
- ケーテー自動車工業
- 京阪エージェンシー
- 京阪友の会
- 渡辺車輌工業

### その他
- 京阪エンジニアリングサービス
- 京阪園芸
- かんこう
- 京阪フィナンシャルマネジメント
- 京阪カード
- 京阪ビジネスマネジメント

### 京阪グループによる主な事業
遊園地
- ひらかたパーク

遊戯施設
- 浜大津アーカス

映画館
- アレックスシネマ（旧・浜大津アーカスシネマ）

商業施設
- 京阪モール
- くずはモール
- 京阪シティモール
- 京阪百貨店
- フレスト
- アンスリー
- 麺座（うどん・そば店）

そのほか京阪線の高架下を利用した店舗街が11ヶ所
観光バス
- 京都定期観光バス

遊覧船
企業名および主な船舶を記述。
- 大阪水上バス
  - アクアライナー（なにわ2,3,5号、ひまわり、アクアmini1,2）
  - サンタマリア

- 琵琶湖汽船
  - ミシガン
  - ビアンカ

主な住宅開発
- くずはローズタウン
- びわ湖ローズタウン
- 京阪東ローズタウン

JR請願駅
当グループが開発した住宅地に関連し、西日本旅客鉄道（JR西日本）に対し以下の駅開設を請願している（いわゆる請願駅）。
- 湖西線 小野駅
- 片町線（学研都市線） 松井山手駅

### 過去のグループ会社
かつて京阪グループに属していたが、資本譲渡によりグループから離脱した会社、合併や事業撤退により解散した会社を、離脱・解散の新しいものから順に列挙する。 
- 京阪レストラン（2022年1月1日を効力発生日として、株式会社カフェに事業譲渡し解散）
- イースタン興業（2021年4月1日に京阪ホールディングスに吸収合併[18]）
- 文化財サービス（2001年3月設立・2018年2月15日に株式を復建調査設計に譲渡してグループ離脱[19]）
- 京阪ライフサポート（2017年4月26日、株式を関西電力、関電SOSに譲渡。同年7月1日に社名を「かんでんライフサポート」に変更、その後ALSOKに譲渡して、2022年6月22日に「ALSOKライフサポート」へ商号変更）
- ザ・コジャック (2015年10月1日、会社解散[20]）
- ジューサーバー・コーポレーション（2015年、京阪レストランに吸収合併）
- 京阪交通社（2011年7月1日、JTB京阪トラベルに事業譲渡の上、9月30日、会社解散[21][22]）
- 京阪タクシー（現在は第一交通産業グループの京都第一交通。2010年10月1日、資本譲渡によりグループ離脱[23]）
- 宇治京阪タクシー（現在は第一交通産業グループの宇治第一交通。2010年10月1日、資本譲渡によりグループ離脱）
- 大阪京阪タクシー（現在は第一交通産業グループの（枚方）第一交通。2010年10月1日、資本譲渡によりグループ離脱）
- 汽船タクシー（現在は第一交通産業グループの大津第一交通。2010年10月1日、資本譲渡によりグループ離脱）
- 滋賀京阪タクシー（京阪タクシーの子会社。現在は第一交通産業グループの滋賀第一交通。2010年10月1日、資本譲渡によりグループ離脱）
- 敦賀京阪タクシー（京阪タクシーの子会社。現在は第一交通産業グループの敦賀第一交通。2010年10月1日、資本譲渡によりグループ離脱）
- トラベル京阪（京阪タクシーの子会社。現在は第一交通産業グループの第一トラベル。2010年10月1日、資本譲渡によりグループ離脱）
- 琵琶湖汽船食堂（2010年7月1日、琵琶湖汽船に吸収合併。麺座など事業の一部を「びわこフードサービス」へ譲渡）
- 京阪エバーナイス社（京阪電気鉄道→京阪レストランの子会社。2010年4月1日、京阪レストランに吸収合併）
- 京阪バスシステムズ（2004年4月1日にバス事業の中間持株会社として設立。2009年10月1日、京阪電気鉄道に吸収合併）
- 京阪ビルディング株式会社（「京阪シティモール」を所有。2009年10月1日、京阪電気鉄道に吸収合併）
- 京阪福井国際カントリー（ゴルフ場「福井国際カントリークラブ」を運営。現在は福井国際リゾート。2009年8月26日、エイチ・ジェイへの資本譲渡によりグループ離脱）
- ソイルエンジニアリング（測量設計業を営む。2009年4月30日、解散）
- 京阪タクシーシステムズ（2003年5月1日にタクシー事業の中間持株会社として設立。2008年10月1日、京阪電気鉄道に吸収合併）
- 京阪ベンチャービジネス（2004年4月15日、「京阪グループベンチャービジネスプログラム」の事業化受け皿会社として設立。2008年1月12日、解散）
- 京阪ホテルシステムズ（2002年8月8日にホテル事業の経営管理会社として設立。2007年11月1日、京阪電気鉄道に吸収合併）
- 京阪宇治交サービス（京阪宇治交通→京阪バスの子会社。2006年5月31日、解散）
- 成幸工業株式会社（2006年4月6日、塩見ホールディングスへの資本譲渡によりグループ離脱。現在は日本みらいキャピタル傘下の成幸利根）
- 京阪宇治交通（2006年4月1日、京阪バスに吸収合併）
- 京阪宇治交通田辺（2006年4月1日、京阪バスに吸収合併）
- 京阪電鉄商事（京阪モール、高架街などを運営。2006年4月1日、京阪流通システムズに吸収合併）
- 京阪建設（2006年3月31日、京阪エンジニアリングサービスに吸収合併）
- 京栄写真（京阪バスの子会社。1954年9月29日設立・2005年6月30日、会社解散）
- 京阪琵琶湖観光事業（1950年4月14日設立・琵琶湖汽船傘下、2004年12月21日・株式譲渡によりグループから離脱）
- 太湖物産（1949年10月24日設立・琵琶湖汽船の子会社でガソリンスタンド3ヶ所を運営、近江大橋の料金受け取りを受託。2004年10月1日、解散。近江大橋料金受託は琵琶湖汽船食堂へ引き継ぎ）
- 若狭湾観光（若狭湾での観光船事業・小浜市で「若狭フィッシャーマンズ・ワーフ」を運営。2004年6月18日、株式売却によりグループ離脱）
- ロテル・ド・比叡（ホテル「ロテル・ド・比叡」を運営。2004年4月1日、ホテル京阪に吸収合併）
- 比良索道（比良リフト・ロープウェイ、比良スキー場などを運営。2004年3月31日、営業終了し解散）
- ケイワールド（旧・京阪交通社の子会社で、1988年10月8日、設立。旅行代理店「五大陸」、「SSOK旅行センター」を運営。2003年11月30日、解散）
- 汽船バス（琵琶湖汽船の子会社。2003年3月31日、京阪バスに事業譲渡し解散）
- 比叡山ドライブウェイサービス（1986年4月23日設立、2003年3月31日解散）
- 京阪フィッシャーマンズ・ワーフ（瀬戸中央自動車道与島PA第2駐車場の隣接地で「瀬戸大橋京阪フィッシャーマンズ・ワーフ」を運営。2003年3月31日、八幡建設（鳥取県）グループに事業譲渡し解散）
- 京阪ケーブルテレビジョン（1989年2月22日設立・現在は関西電力グループのケイ・キャット。2003年2月28日、関西電力への株式譲渡により出資比率を35.4%から10.0%に引き下げ、グループから離脱）
- 海上バス（大阪水上バスの子会社2000年11月1日設立、2002年9月30日会社解散）
- ガーデンミュージアム比叡（2002年8月1日、比叡山自動車道株式会社に吸収合併）
- 近江八幡観光開発（1962年1月10日設立・琵琶湖汽船傘下、2000年9月30日琵琶湖汽船に吸収合併）
- ニッポンレンタカー京社（1970年7月7日設立、2000年7月31日会社解散）
- ホテル京阪京都（「ホテル京阪京都」を運営。1999年10月1日、ホテル京阪に吸収合併）
- 大山レークホテル（「大山レークホテル」を運営。1999年10月1日、ホテル京阪に吸収合併）
- 近江舞子ホテル（「近江舞子ホテル」を運営。1999年10月1日、ホテル京阪に吸収合併）
- 京阪国際観光自動車（1998年6月30日、解散）
- 京阪国際観光社（1961年12月11日設立・京阪国際観光自動車傘下、1998年6月30日・会社解散）
- 京阪若狭交通社（1974年5月14日設立・若狭湾観光傘下、1996年12月4日会社解散）
- 宇治パワーステーションサービス（1964年7月20日設立。関西電力との共同事業による宇治市天ヶ瀬ダム周辺の観光事業を運営。1987年4月20日、レストラン施設を京阪宇治交通へ譲渡して解散[24]。同施設は1997年に京阪宇治交サービスの運営する地ビールレストラン「ガーデンズ天ヶ瀬」になるが、2002年12月に閉鎖された）
- 近江舞子観光（1961年7月13日設立・1995年11月20日会社解散）
- 京阪琵琶湖水事土木（1979年8月10日設立・琵琶湖汽船傘下、1993年9月24日会社解散）
- 鴨川電気鉄道（鴨東線建設のために設立。1972年7月1日設立・1989年4月1日、京阪電気鉄道に吸収合併）
- 京都ロイヤルホテル（1966年1月設立・1986年6月30日株式をセゾングループに譲渡、グループ離脱）
- 日本急行バス（1958年7月18日名鉄等と共同で設立・1971年に株式を名鉄に譲渡、グループ離脱）